# Persone di nome Eugène
| Questa pagina contiene informazioni ricavate automaticamente dalle voci biografiche con l'ausilio del template Bio e di un bot. L'aggiornamento è periodico e automatico e ricostruisce completamente la pagina. Se manca una persona in questa lista, sei pregato di non aggiungerla, ma accertati piuttosto che la sua voce biografica contenga il template Bio e che i dati anagrafici siano correttamente compilati. Se il template Bio manca, inseriscilo tu stesso o, in alternativa, metti l'avviso {{tmp\|Bio}} che ne segnala la mancanza. Se i dati riportati sono sbagliati, correggi direttamente la voce biografica; le modifiche saranno visibili in questa lista entro pochi giorni. Per chiarimenti vedi il progetto antroponimi. La lista contiene solo le 182 persone che sono citate nell'enciclopedia e per le quali è stato implementato correttamente il template Bio. Pagina aggiornata al 16 ott 2024. |

Questa è una lista di persone presenti nell'enciclopedia che hanno il prenome Eugène, suddivise per attività principale.

## Allenatori di calcio(3)
- Eugène De Fernex, allenatore di calcio e calciatore italiano (Torino, n. 1883 - Torino, † 1927)
- Eugène Gerards, allenatore di calcio, dirigente sportivo e calciatore olandese (Brunssum, n. 1940 - Gouves, † 2018)
- Eugène Kabongo, allenatore di calcio e ex calciatore della Repubblica Democratica del Congo (Kinshasa, n. 1960)

## Altisti(1)
- Eugène Ernesta, ex altista seychellese (n. 1974)

## Antropologi(2)
- Eugène Dubois, antropologo olandese (Eijsden, n. 1858 - Haelen, † 1940)
- Eugène Pittard, antropologo svizzero (Plainpalais, n. 1867 - Morigny-Champigny, † 1962)

## Architetti(6)
- Eugène Beaudouin, architetto e urbanista francese (Parigi, n. 1898 - Parigi, † 1983)
- Eugène Ferret, architetto francese (Parigi, n. 1851 - Parigi, † 1936)
- Eugène Hénard, architetto e urbanista francese (Parigi, n. 1849 - Parigi, † 1923)
- Eugène Vallin, architetto e ebanista francese (Herbéviller, n. 1856 - Nancy, † 1922)
- Eugène Viollet-le-Duc, architetto e restauratore francese (Parigi, n. 1814 - Losanna, † 1879)
- Georges Wybo, architetto francese (Parigi, n. 1880 - Parigi, † 1943)

## Arcieri(2)
- Eugène Grisot, arciere francese (Fretigney-et-Velloreille, n. 1866 - Parigi, † 1936)
- Eugène Mougin, arciere francese (Parigi, n. 1852 - Clichy, † 1924)

## Arcivescovi cattolici(1)
- Eugène Lachat, arcivescovo cattolico svizzero (Montavon, n. 1819 - Balerna, † 1886)

## Astronomi(2)
- Eugène Michel Antoniadi, astronomo greco (Costantinopoli, n. 1870 - Parigi, † 1944)
- Eugène Joseph Delporte, astronomo belga (Genappe, n. 1882 - Uccle, † 1955)

## Aviatori(2)
- Roland Garros, aviatore francese (Saint-Denis, n. 1888 - Saint-Morel, † 1918)
- Eugène Godard, aviatore francese (Clichy, n. 1827 - Bruxelles, † 1890)

## Baritoni(1)
- Eugène Crosti, baritono francese (Parigi, n. 1833 - Parigi, † 1908)

## Biologi(1)
- Eugène Penard, biologo svizzero (Ginevra, n. 1855 - Ginevra, † 1954)

## Botanici(1)
- Eugène Jacob de Cordemoy, botanico e medico francese (Saint-André, n. 1835 - Salazie, † 1911)

## Calciatori(14)
- Eugène Afrika, ex calciatore lussemburghese (n. 1971)
- Eugène Dadi, ex calciatore ivoriano (Abidjan, n. 1973)
- Eugène Ekéké, ex calciatore camerunese (Douala, n. 1960)
- Eugène Hanssen, ex calciatore olandese (Kerkrade, n. 1959)
- Eugène Langenove, calciatore francese (n. 1899 - † 1958)
- Eugène Maës, calciatore francese (Parigi, n. 1890 - Ellrich, † 1945)
- Eugène N'Jo Léa, calciatore francese (Batuchi, n. 1931 - Douala, † 2006)
- Eugène Neefs, calciatore belga
- Eugène Nicolaï, calciatore francese (n. 1885 - † 1958)
- Eugène Parlier, calciatore svizzero (Montreux, n. 1929 - Montreux, † 2017)
- Eugène Petel, calciatore francese (n. 1888 - † 1914)
- Eugène Salami, calciatore nigeriano (Abuja, n. 1987)
- Eugène Walaschek, calciatore e allenatore di calcio svizzero (Mosca, n. 1916 - † 2007)
- Eugène Yago, ex calciatore ivoriano (n. 1969)

## Cardinali(1)
- Eugène Tisserant, cardinale, arcivescovo cattolico e orientalista francese (Nancy, n. 1884 - Albano Laziale, † 1972)

## Cestisti(2)
- Émile Frézot, cestista francese (Argent-sur-Sauldre, n. 1916 - Tolone, † 2001)
- Eugène Pehoua-Pelema, ex cestista e allenatore di pallacanestro centrafricano (n. 1963)

## Ciclisti su strada(4)
- Eugène Christophe, ciclista su strada e ciclocrossista francese (Parigi, n. 1885 - Parigi, † 1970)
- Eugène Dhers, ciclista su strada francese (Gennevilliers, n. 1891 - Vernon, † 1980)
- Eugène Faure, ciclista su strada francese (Saint-Marcellin-en-Forez, n. 1902 - Saint-Just-Saint-Rambert, † 1975)
- Eugène Van Roosbroeck, ciclista su strada belga (Anversa, n. 1928 - Anversa, † 2018)

## Comici(1)
- Eugène Bertrand, comico, impresario teatrale e direttore teatrale francese (Parigi, n. 1834 - Parigi, † 1899)

## Compositori(6)
- Eugène Bozza, compositore e direttore d'orchestra francese (Nizza, n. 1905 - Valenciennes, † 1991)
- Henri Duparc, compositore francese (Parigi, n. 1848 - Mont-de-Marsan, † 1933)
- Eugène Gigout, compositore e organista francese (Nancy, n. 1844 - Parigi, † 1925)
- Eugene Aynsley Goossens, compositore e direttore d'orchestra inglese (Londra, n. 1893 - † 1962)
- Eugène Harcourt, compositore e direttore d'orchestra francese (Parigi, n. 1861 - Locarno, † 1918)
- Eugène Ysaÿe, compositore e violinista belga (Liegi, n. 1858 - Bruxelles, † 1931)

## Designer(1)
- Eugène Gaillard, designer francese (n. 1862 - † 1933)

## Direttori della fotografia(1)
- Eugène Py, direttore della fotografia e regista cinematografico francese (Carcassonne, n. 1859 - San Martín, † 1924)

## Drammaturghi(3)
- Eugène Grangé, drammaturgo e cantautore francese (Parigi, n. 1810 - Parigi, † 1887)
- Eugène Ionesco, drammaturgo e saggista rumeno (Slatina, n. 1909 - Parigi, † 1994)
- Eugène Labiche, drammaturgo francese (Parigi, n. 1815 - Parigi, † 1888)

## Editori(1)
- Eugène Demets, editore francese (Passy, n. 1858 - Parigi, † 1923)

## Egittologi(2)
- Eugène Grébaut, egittologo francese (n. 1846 - † 1915)
- Eugène Revillout, egittologo francese (Besançon, n. 1845 - Parigi, † 1913)

## Entomologi(1)
- Eugène Séguy, entomologo francese (n. 1890 - Villejuif, † 1985)

## Farmacisti(1)
- Eugène Schueller, farmacista francese (n. 1881 - † 1957)

## Filologi(1)
- Eugène Benoist, filologo classico e latinista francese (Nangis, n. 1831 - Parigi, † 1887)

## Filosofi(1)
- Eugène Buret, filosofo francese (Troyes, n. 1810 - Saint-Leu-Taverny, † 1842)

## Fisici(2)
- Eugène Bloch, fisico e docente francese (Soultz-Haut-Rhin, n. 1878 - † 1944)
- Eugène Cremmer, fisico francese (Parigi, n. 1942 - Parigi, † 2019)

## Fotografi(4)
- Eugène Atget, fotografo francese (Libourne, n. 1857 - Parigi, † 1927)
- Eugène Durieu, fotografo francese (Nîmes, n. 1800 - Ginevra, † 1874)
- Eugène Sevaistre, fotografo francese (Normandia, n. 1817 - † 1897)
- Eugène Trutat, fotografo, alpinista e naturalista francese (Vernon, n. 1840 - Foix, † 1910)

## Fumettisti(1)
- Eugene Gire, fumettista, sceneggiatore e illustratore francese (Ardèche, n. 1906 - Evreux, † 1979)

## Generali(3)
- Eugène Bridoux, generale francese (Doulon, n. 1888 - Madrid, † 1955)
- Eugène Molle, generale francese (Aubenas, n. 1895 - Saint-Tropez, † 1978)
- Eugenio di Beauharnais, generale francese (Parigi, n. 1781 - Monaco di Baviera, † 1824)

## Ginnasti(3)
- Eugène Auwerkeren, ginnasta belga (Anversa, n. 1885 - Anversa, † 1981)
- Eugène Cordonnier, ginnasta francese (n. 1892 - † 1967)
- Eugène Pollet, ginnasta francese (n. 1886 - † 1967)

## Giornalisti(3)
- Eugène Despois, giornalista francese (Parigi, n. 1818 - Parigi, † 1876)
- Eugène de Mirecourt, giornalista e scrittore francese (Mirecourt, n. 1812 - Parigi, † 1880)
- Eugène van Herpen, giornalista, scrittore e regista olandese (Zutphen, n. 1906 - Amsterdam, † 1970)

## Incisori(3)
- Eugène Stanislas Alexandre Bléry, incisore e disegnatore francese (Fontainebleau, n. 1805 - Parigi, † 1887)
- Eugène Béjot, incisore e pittore francese (Parigi, n. 1867 - Parigi, † 1931)
- Eugène Delâtre, incisore e pittore francese (Parigi, n. 1864 - Parigi, † 1938)

## Ingegneri(4)
- Eugène Belgrand, ingegnere francese (Ervy-le-Châtel, n. 1810 - Parigi, † 1878)
- Eugène Bourdon, ingegnere e orologiaio francese (Parigi, n. 1808 - Parigi, † 1884)
- Eugène Flachat, ingegnere francese (Parigi, n. 1802 - Arcachon, † 1873)
- Eugène Freyssinet, ingegnere francese (Objat, n. 1879 - Saint-Martin-Vésubie, † 1962)

## Inventori(1)
- Eugène Augustin Lauste, inventore francese (Montmartre, n. 1857 - Montclair, † 1935)

## Letterati(1)
- Eugene Vinaver, letterato russo (San Pietroburgo, n. 1899 - Canterbury, † 1979)

## Liutai(1)
- Eugène Albert, liutaio belga (n. 1816 - † 1890)

## Maratoneti(1)
- Eugène Besse, maratoneta francese (Parigi, n. 1881 - Parigi, † 1919)

## Matematici(3)
- Eugène Charles Catalan, matematico belga (Bruges, n. 1814 - Bruges, † 1894)
- Eugène Cosserat, matematico e astronomo francese (Amiens, n. 1866 - Tolosa, † 1931)
- Eugène Rouché, matematico francese (Sommières, n. 1832 - Lunel, † 1910)

## Medici(1)
- Eugène Osty, medico e parapsicologo francese (Parigi, n. 1874 - Parigi, † 1938)

## Militari(4)
- Eugène René Antonini, militare francese (Montemaggiore, n. 1827 - Montemaggiore, † 1882)
- Eugène Lacomblé, militare olandese (Arnhem, n. 1896 - Mar di Giava, † 1942)
- Eugène Razoua, militare, politico e scrittore francese (Beaumont-de-Lomagne, n. 1830 - Ginevra, † 1877)
- Eugène Vaulot, militare francese (Parigi, n. 1923 - Berlino, † 1945)

## Monaci cristiani(1)
- Eugène Cardine, monaco cristiano e musicologo francese (Courseulles-sur-Mer, n. 1905 - Solesmes, † 1988)

## Musicisti(1)
- Arnold Dolmetsch, musicista francese (Le Mans, n. 1858 - Haslemere, † 1940)

## Naturalisti(2)
- Eugène Louis Melchior Patrin, naturalista e mineralogista francese (Lione, n. 1742 - Saint-Vallier, † 1815)
- Eugène Simon, naturalista francese (Parigi, n. 1848 - Parigi, † 1924)

## Neurologi(1)
- Eugène Devic, neurologo francese (Lione, n. 1858 - † 1930)

## Nobili(1)
- Eugenio I di Ligne, nobile, politico e diplomatico belga (Bruxelles, n. 1804 - Bruxelles, † 1880)

## Nuotatori(1)
- Eugène Kuborn, nuotatore e pallanuotista lussemburghese (Wiltz, n. 1902 - Lussemburgo, † 1991)

## Operai(2)
- Eugène Chatelain, operaio, poeta e giornalista francese (Parigi, n. 1829 - Parigi, † 1902)
- Eugène Gérardin, operaio e attivista francese (Justine-Herbigny, n. 1827 - Francia)

## Ostacolisti(1)
- Eugène Choisel, ostacolista e lunghista francese (n. 1881 - † 1946)

## Pallanuotisti(1)
- Eugène Coulon, pallanuotista francese (Lilla, n. 1876 - Lilla, † 1954)

## Pedagogisti(1)
- Eugène Dévaud, pedagogista svizzero (Villaz-Saint-Pierre, n. 1876 - Friburgo, † 1942)

## Piloti automobilistici(2)
- Eugène Marius Chaboud, pilota automobilistico francese (Lione, n. 1907 - Montfermeil, † 1983)
- Eugène Martin, pilota automobilistico francese (Suresnes, n. 1915 - Aytré, † 2006)

## Pistard(1)
- Louis Bastien, pistard e schermidore francese (Parigi, n. 1881 - Châteauroux, † 1963)

## Pittori(23)
- Eugène Accard, pittore francese (Bordeaux, n. 1826 - Parigi, † 1888)
- Eugène Baudouin, pittore e incisore francese (Montpellier, n. 1842 - Parigi, † 1893)
- Eugène Boch, pittore e poeta belga (Saint-Vaast, n. 1855 - Monthyon, † 1941)
- Eugène Burnand, pittore svizzero (Moudon, n. 1850 - Parigi, † 1921)
- Eugène Carrière, pittore francese (Gournay-sur-Marne, n. 1849 - Parigi, † 1906)
- Eugène Chaffanel, pittore francese (n. 1848 - † 1929)
- Eugène Cicéri, pittore, illustratore e incisore francese (Parigi, n. 1813 - Bourron-Marlotte, † 1890)
- Eugène Constant, pittore e fotografo francese (Francia)
- Eugène Dauphin, pittore francese (Tolone, n. 1857 - Parigi, † 1930)
- Eugène Decisy, pittore e incisore francese (Metz, n. 1866 - Orly-sur-Morin, † 1936)
- Eugène Devéria, pittore francese (Parigi, n. 1805 - Pau, † 1865)
- Eugène Antoine Durenne, pittore francese (Parigi, n. 1860 - † 1944)
- Eugène Fromentin, pittore e scrittore francese (La Rochelle, n. 1820 - La Rochelle, † 1876)
- Paul Gauguin, pittore francese (Parigi, n. 1848 - Hiva Oa, † 1903)
- Eugène Grasset, pittore, incisore e pubblicitario francese (Losanna, n. 1841 - Sceaux, † 1917)
- Eugène Isabey, pittore e incisore francese (Parigi, n. 1803 - Parigi, † 1886)
- Eugène Jansson, pittore svedese (Stoccolma, n. 1862 - Skara, † 1915)
- Eugène Laermans, pittore belga (Molenbeek-Saint-Jean, n. 1864 - Bruxelles, † 1940)
- Eugène Lami, pittore, litografo e costumista francese (Parigi, n. 1800 - Parigi, † 1890)
- Eugène Lepoittevin, pittore e incisore francese (Parigi, n. 1806 - Parigi, † 1870)
- Eugène Lomont, pittore francese (Lure, n. 1864 - Lure, † 1938)
- Gen Paul, pittore e incisore francese (Parigi, n. 1895 - Parigi, † 1975)
- Eugène Petitville, pittore e disegnatore francese (Strasburgo, n. 1815 - Strasburgo, † 1868)

## Poeti(5)
- Eugène Guillevic, poeta francese (Carnac, n. 1907 - Parigi, † 1997)
- Eugène Hugo, poeta francese (n. 1800 - † 1837)
- Eugène Manuel, poeta e scrittore francese (Parigi, n. 1823 - Parigi, † 1901)
- Eugène Pottier, poeta e rivoluzionario francese (Parigi, n. 1816 - Parigi, † 1887)
- Eugène Vermersch, poeta e giornalista francese (Lilla, n. 1845 - Londra, † 1878)

## Politici(12)
- Eugène Borel, politico svizzero (n. 1835 - † 1892)
- Henri Brisson, politico francese (Bourges, n. 1835 - Parigi, † 1912)
- Eugène Camara, politico guineano (Nzérékoré, n. 1942 - Il Cairo, † 2019)
- Eugène Deloncle, politico francese (Brest, n. 1890 - Parigi, † 1944)
- Eugène Eschassériaux, politico e nobile francese (Thénac, n. 1823 - Parigi, † 1906)
- Eugène Jolibois, politico e avvocato francese (Amiens, n. 1819 - Le Vésinet, † 1896)
- Eugène Régis Mangalaza, politico malgascio (Ambodivoanio, n. 1950)
- Eugène Protot, politico francese (Carisey, n. 1839 - Parigi, † 1921)
- Eugène Rouher, politico francese (Riom, n. 1814 - Parigi, † 1884)
- Eugène Ruffy, politico svizzero (n. 1854 - † 1919)
- Eugène Terre'Blanche, politico sudafricano (Ventersdorp, n. 1941 - Ventersdorp, † 2010)
- Eugène Varlin, politico francese (Claye-Souilly, n. 1839 - Parigi, † 1871)

## Pugili(1)
- Eugène Criqui, pugile francese (Belleville, n. 1893 - Noisy-le-Grand, † 1977)

## Registi(2)
- Eugène Green, regista, sceneggiatore e drammaturgo francese (New York, n. 1947)
- Eugène Lourié, regista francese (Charkiv, n. 1905 - Los Angeles, † 1991)

## Scacchisti(1)
- Eugène Rousseau, scacchista francese (Saint-Denis, n. 1805 - Parigi, † 1870)

## Scenografi(1)
- Eugène Carpezat, scenografo francese (Parigi, n. 1836 - Parigi, † 1912)

## Schermidori(6)
- Eugène Bergès, schermidore francese
- Edmond Brassart, schermidore francese (Parigi, n. 1870 - Parigi, † 1900)
- Henri Callot, schermidore francese (La Rochelle, n. 1875 - Parigi, † 1956)
- Henri Masson, schermidore francese (Parigi, n. 1872 - Meudon, † 1963)
- Eugène Olivier, schermidore francese (Parigi, n. 1881 - Parigi, † 1964)
- Eugène Plisson, schermidore britannico

## Scrittori(7)
- Eugène Brieux, scrittore francese (Parigi, n. 1858 - Nizza, † 1932)
- Eugène Canseliet, scrittore e alchimista francese (Sarcelles, n. 1899 - Savignies, † 1982)
- Eugène Chavette, romanziere francese (Parigi, n. 1827 - Montfermeil, † 1902)
- Eugène Dabit, romanziere francese (Parigi, n. 1898 - Sebastopoli, † 1936)
- Marcel Prévost, scrittore, drammaturgo e giornalista francese (Parigi, n. 1862 - Vianne, † 1941)
- Eugène Saccomano, scrittore e telecronista sportivo francese (Marsiglia, n. 1936 - Suresnes, † 2019)
- Eugène Sue, scrittore francese (Parigi, n. 1804 - Annecy-le-Vieux, † 1857)

## Scultori(1)
- Eugène Thivier, scultore francese (Parigi, n. 1845 - Parigi, † 1920)

## Sollevatori(1)
- Eugène Ryter, sollevatore svizzero (La Chaux-de-Fonds, n. 1890 - Neuchâtel, † 1973)

## Storici(1)
- Eugène Cavaignac, storico francese (Le Havre, n. 1876 - Parigi, † 1969)

## Storici dell'arte(1)
- Eugène Müntz, storico dell'arte francese (Soultz-sous-Forêts, n. 1845 - Parigi, † 1902)

## Storici delle religioni(1)
- Eugène Burnouf, storico delle religioni e orientalista francese (Parigi, n. 1801 - Parigi, † 1852)

## Tiratori a segno(1)
- Eugène Balme, tiratore a segno francese (Oullins, n. 1874 - Parigi, † 1914)

## Tiratori a volo(1)
- Amédée Aubry, tiratore a volo francese (Épinay-sur-Seine, n. 1850)

## Vescovi cattolici(2)
- Eugène Maillat, vescovo cattolico svizzero (Courtedoux, n. 1919 - Friburgo, † 1988)
- Eugène Lambert Adrian Rixen, vescovo cattolico belga (Kelmis, n. 1944)

## Violinisti(1)
- Eugène Goossens, violinista e direttore d'orchestra francese (Bordeaux, n. 1867 - Londra, † 1958)

## Zoologi(1)
- Eugène de Pousargues, zoologo francese (n. 1859 - † 1901)

## Senza attività specificata(1)
- Eugène Sartory, archettaio francese (Mirecourt, n. 1871 - Mirecourt, † 1946)